# Flexicalymene ouzregui
Flexicalymene ouzregui (syn. Diacalymene ouzregui) ist eine Trilobitenart aus dem Oberordovizium.

## Merkmale
Die Tiere wurden bis zehn Zentimeter lang. Auf dem Kopfschild (Cephalon) hat er eine deutlich gefurchte Glabella. Sie wird zum Saum schmäler und ist glocken- oder fingernagelförmig. Vorne am Kopfschild befindet sich ein deutlicher Saum. Der Trilobit besaß sehr kleine, holochroale Augen. Die Gesichtsnähte sind gonatopar. Das bedeutet, dass die Mündungspunkte dieser Nähte genau in den Wangenecken liegen. Das Hypostom ist konterminant und der Kopfschild hat eine Rostralplatte. Der Thorax besteht aus 13 Segmenten. Die Spindel ist höher und etwa 2/3 so breit wie die Seitenloben. Die Seitenloben sind zur Bauchseite abgerundet. Der Schwanzschild ist halbrund und ohne Spitzen am Saum.

## Funde

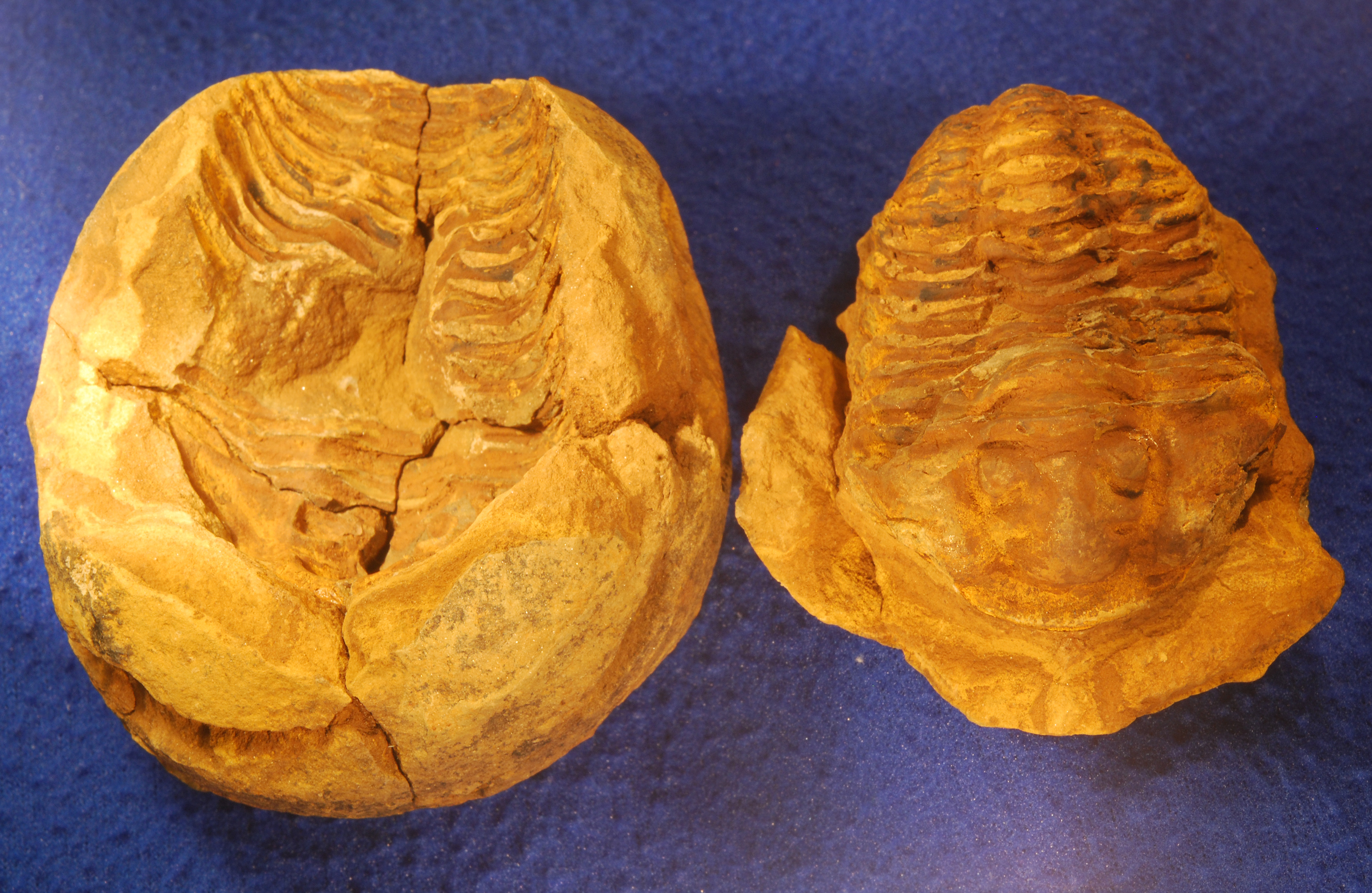
Negativ- und Positivform eines aufgeschlagenen Steinknollens. Länge des Trilobits ca. 5,5 cm

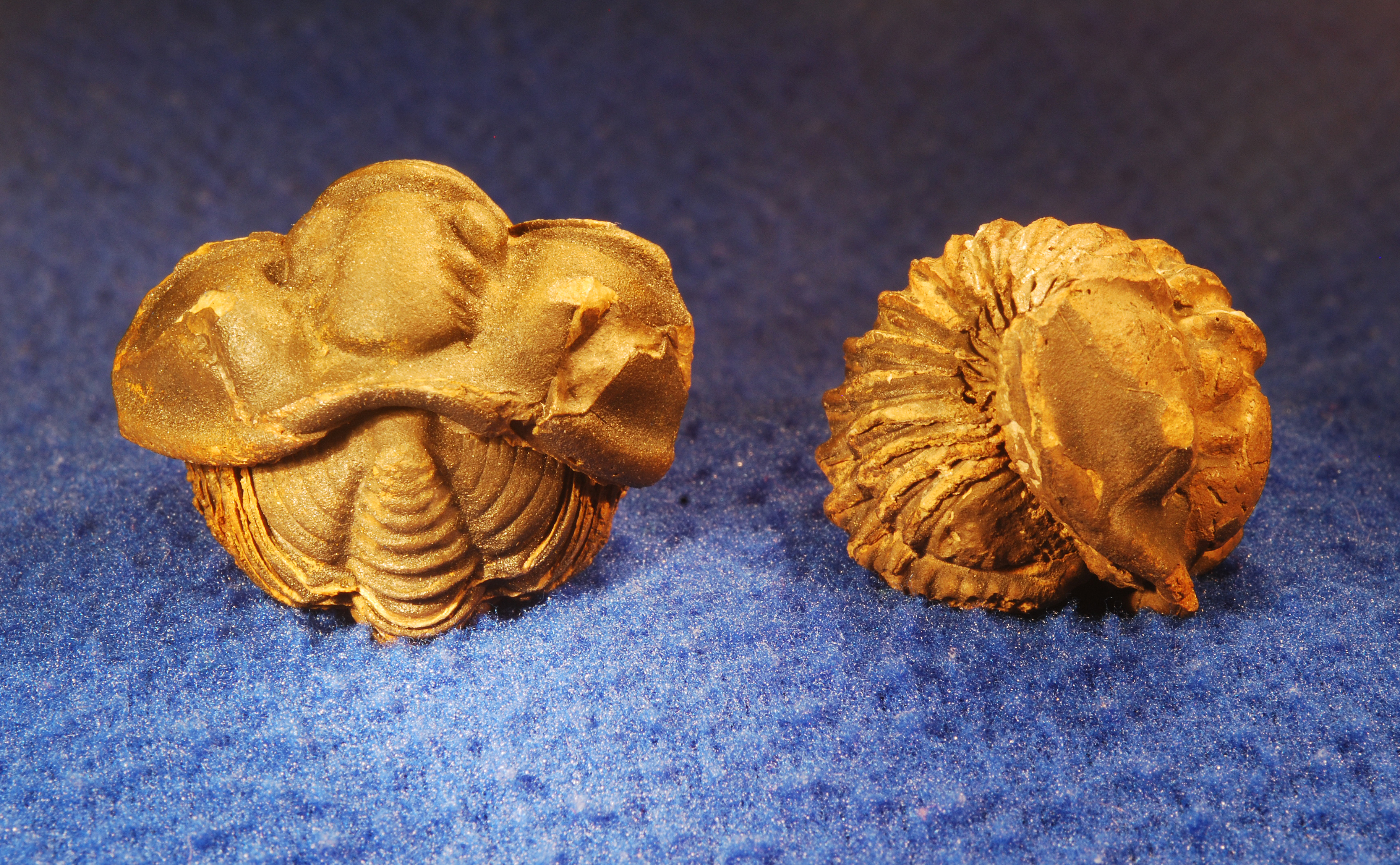
F. ouzregui eingerollt. Durchmesser ca. 2,5 bis 3 cm

Die Fossilien werden meisten in drusenartigen Steinen gefunden. Diese bildeten sich aufgrund des pH-Wert-Unterschieds durch die Verwesung des Tierkadavers und des umgebenden Mergeltons. Wenn ein Gesteinsknollen aufgeschlagen wird, zerbricht er in eine Negativ- und Positivform des Fossils. Die Fossilien sind meistens schokoladenbraun gefärbt. Das Fossil wird häufig ausgebreitet und in seltenen Fällen eingerollt aufgefunden. Die Fossilien stammen meistens aus der Ktaoua-Formation in Marokko entlang Erfoud, Rissani, Alnif bis Zagora.

## Handel
Die Fossilien wurden früher von Beduinen in der Ktaoua-Formation als Tauschobjekte gesucht. Heute werden sie auch gerne an Touristen verkauft. Ebenso werden sie zum Weiterverkauf aus Marokko importiert. Die ausgestreckte Form ist meistens im Vergleich zu anderen Trilobitenfossilien sehr günstig. Häufig werden die Fossilien im Handel als Diacalymene ouzregui bezeichnet. Sie können auch leicht mit anderen Calymenidae-Gattungen verwechselt werden.